# Редверс, Болдуин, 7-й граф Девон
Болдуин Редверс (англ. Baldwin de Redvers; 1 января 1236—1262) — английский аристократ, 7-й граф Девон и лорд острова Уайт с 1245 года.

## Биография
Болдуин Редверс принадлежал к знатному английскому роду нормандского происхождения. Он был сыном 6-го графа Девона и лорда острова Уайт того же имени и Амиции де Клер. В девятилетнем возрасте Болдуин-младший потерял отца и унаследовал его титул и владения на юго-западе Англии (1245 год). Редверс умер во время французского похода короля Генриха III в 1262 году.
С 1257 года Болдуин был женат на Маргарет, дочери Томаса II Савойского. В этом браке родился только один сын Джон, умерший ребёнком. Поэтому наследницей Болдуина стала его сестра Изабелла де Форс.